# Кралска битка
„Кралска битка“ (на японски: バトル・ロワイアル) е японски екшън трилър от 2000 година, режисиран от Кинджи Фукасаку по сценарий на Кента Фукасаку, базиран на едноименния роман на Кушун Таками.
В главните роли участват Тацуя Фудживара, Аки Маеда, Таро Ямамото, Масанобу Андо, Ко Шибасаки. Филмът е много спорен по-подобие на романа, върху който е базиран.
"Кралска битка 2: Реквием" е продължение на филма. Музиката и към двата филма е дело на Мусамичи Амано и е съчетание от класическа музика с негови оригинални композиции.

## Сюжет
Внимание:  Текстът по-долу разкрива сюжета на произведението (или части от него)!
Сюжетът следва този на романа, но има няколко ключови разлики. Прологът е, както следва:
В края на милениума нацията колабира. При петнадесет процента безработица, 10 млн. изгубили работата си, 800 000 ученика бойкотират училищата. Възрастните губят увереността си, и започват да се страхуват от младите, евентуално преминали през новохилядолетната образувателна реформа или т.н. БР акт.
(Трябва да се отбележи, че за японската публика дори и тази в края на 90-те години с нищожна безработица и дълго престояване на едно работно място в една компания, 15% безработица означава колабиране на нацията)
„Филмът“ акцентира върху Шуя Нанахара, привлекателно младо момче. След като майка му го напуска, а баща му решава да се самоубие, той се разочарова от живота. Неговите съученици са в подобно състояние и като цяло имат минимално уважение към властите. Нобу най-добрия приятел на Шуя напада техния учител Такеши(Такеши Китано). Норико Накагава, красиво запазено момиче, която става свидетел на инцидента успява да скрие оръжието преди Китано' да се е съвзел и по този начин спасява Нобу от изключване.
На следващата година, когато учениците са на края на задължителното си обучение, класа заминава за ваканция. По време на пътешествието целия клас е обгазен и отвлечен, след което е отведен на изолиран, усамотен остров. След пробуждането си учениците са шокирани от факта, че се намират в изоставено училище, и че Китано(заедно с правителството) е зад цялата операция. Китано ги уведомява, че заради тяхната малолетна престъпност, те са били избрани като участници в Кралската Битка, игра в която учениците се избиват до оставането само на един; ако до три дни няма победител всички умират(чрез експлодиращи нашийници привързани към врата на всеки участник). За да покаже сериозността на действията си, Китано детонира нашийника на Набу. Един по един всички ученици напускат училището, снабдени с войнишки раници и случайно избрано оръжие.